# Herb Trzcińska-Zdroju
Herb Trzcińska-Zdroju – jeden z symboli miasta Trzcińsko-Zdrój i gminy Trzcińsko-Zdrój w postaci herbu.

## Wygląd i symbolika
Herb przedstawia na białym polu otwartą, czerwoną bramę miejską o białym prześwicie i żółtych wrotach. Po bokach bramy miejskiej znajdują się dwie czerwone wieże blankowane podwójnie o stożkowych niebieskich dachach po dwa okna każda (z czarnym prześwitem). Ponad blankowaniem bramy miasta widnieje niebieska kopuła nad którą umieszczony jest rozłożony czerwony orzeł skierowany głową w prawą stronę.
Orzeł stanowi herb margrabiów brandenburskich, którzy nadali prawa miejskie Trzcińsku-Zdroju. Brama podkreśla miejski status osady i nawiązuje do murów obronnych, którymi została ona otoczona.

## Historia
Wizerunek herbowy widnieje na pieczęciach miejskich począwszy od XIV wieku.